# Christian Kalkar
Christian Andreas Herman Kalkar, född den 27 november 1803 i Stockholm, där hans far var rabbin, död den 2 februari 1886, var en dansk teolog, far till Otto Kalkar.
Kalkar blev 1819 student i Köpenhamn, lät döpa sig 1823 och avlade teologisk kandidatexamen 1826. Året därefter blev han adjunkt, 1834 överlärare vid Odense lärda skola och 1836 teologie doktor samt utnämndes 1843 till kyrkoherde i Gladsakse, nära Köpenhamn. 1868 tog han avsked och bosatte sig i Köpenhamn.
Kalkar ledde 1845-1847 arbetet på en ny översättning av Bibeln, men ägnade sig senare företrädesvis åt studiet av missionens historia och var 1861-73 ordförande i danska missionssällskapet. Åren 1871-1880 var Kalkar redaktör av Theologisk tidsskrift, i vilken han offentliggjorde en mängd avhandlingar och granskningar.